# Skandalfilm
Als Skandalfilme werden Filme bezeichnet, die einen Skandal auslösten, indem sie bereits im Vorfeld, nach ihrem Erscheinen oder durch ein über sie verhängtes Verbot für kontrovers geführte öffentliche Debatten, Empörung und Proteste sorgten.

## Skandalfilme und Zensur
Der Skandal basiert meist auf einem sozialen Tabuverstoß, der aber nicht zwangsläufig mit einem Gesetzesverstoß einhergehen muss. Das Verhältnis zwischen Skandal und Zensur ist filmhistorisch ambivalent. Zum einen führten Skandale immer wieder zu Filmverboten, zum anderen aber lösten teilweise auch die Verbote erst den Skandal aus. Exemplarisch zeigt sich diese Wechselwirkung etwa am Skandal um Lewis Milestones Remarque-Verfilmung Im Westen nichts Neues, der nach von den Nationalsozialisten unter der Führung Joseph Goebbels’ gesteuerten, gewaltsamen Protesten vorübergehend verboten wurde, was wiederum zu massiven Protesten liberaler, sozialdemokratischer und sozialistischer Kräfte führte.
Oftmals mündete die Debatte um einen Skandalfilm daher auch in eine grundsätzliche Zensurdebatte, und die Proteste wurden häufig von Verbotsforderungen begleitet. Ein Filmverbot alleine führt jedoch nicht zu einem Skandalfilm, solange der Film bzw. sein Verbot keine breite Öffentlichkeit erreicht bzw. keine öffentliche Diskussion auslöst.
Entsprechend verhinderten Vorzensur und mangelnde Meinungsfreiheit in totalitären Staaten in der Regel die Entstehung von Skandalfilmen. Teilweise jedoch wurden unliebsame Filme, die aus diversen Gründen der Vorzensur entgangen waren, nachträglich gezielt skandalisiert, um so ein nachträgliches Verbot zu rechtfertigen. So führten etwa im Fall von Frank Beyers Spur der Steine 1966 von der SED verordnete Proteste nur wenige Tage nach dem Kinostart in der DDR zum Filmverbot.

## Skandalthemen und historische Entwicklung
Tabuverstöße, die im Laufe der Filmgeschichte Skandalfilmen besonders häufig vorgeworfen wurden, sind:
- Blasphemie,
- unsittliche Darstellungen von Nacktheit oder Sexualität, Pornografie
- verherrlichende, oder im Gegenteil: diskriminierende Darstellung von Homosexualität,
- Pädophilie,
- exzessive, verherrlichende Gewaltdarstellungen.[4]

Etliche Skandalfilme sahen sich jeweils mehr als nur einem dieser Vorwürfe ausgesetzt. So geriet beispielsweise Virginie Despentes’ Baise-moi (Fick mich!) 2000 sowohl wegen seiner angeblich pornografischen Szenen als auch aufgrund seiner von vielen als zynisch empfundenen Gewaltdarstellungen zum Skandal.
Die Verknüpfung von Sexualität und Gewalt und die Frage nach den geschlechtlichen Rollenbildern, die dadurch vermittelt wurden, sorgte im Laufe der Filmgeschichte wiederholt für Kontroversen.
Neben den genannten Tabus führten auch gesellschaftlich umstrittene oder tabuisierte politische bzw. ideologische Haltungen (Nationalismus, Pazifismus, Sozialismus, Sozialismuskritik, Rassismus, Antisemitismus, Antiamerikanismus etc.) wiederholt zu Skandalfilmen.
Die Tabus, gegen die Skandalfilme verstießen, variierten je nach kulturellem und historischem Hintergrund. So sorgte beispielsweise 1919 Richard Oswalds Skandalfilm Anders als die Andern in der Weimarer Republik für einen Skandal, weil er sich für die Abschaffung von § 175, der männliche Homosexualität unter Strafe stellte, aussprach. 1992 waren es in den USA dagegen Schwulen- und Lesbengruppen, die versuchten, die Dreharbeiten zu Paul Verhoevens Basic Instinct zu behindern, da sie fürchteten, der Erotikthriller um eine bisexuelle Mörderin werde Homosexuelle in ein negatives Licht rücken.
Der Skandal um Willi Forsts Die Sünderin war 1951 so nachhaltig, dass der Film in der Ausstellung „Skandale in Deutschland nach 1945“ im Haus der Geschichte in Bonn 2007/08 als einziger Film zu den zwanzig größten Skandalen der deutschen Nachkriegsgeschichte gezählt wurde. Anders als häufig kolportiert, war es jedoch nicht der nackte Busen der Hauptdarstellerin Hildegard Knef, der diesen Skandal verursachte. Vielmehr sah sich der Film den Vorwürfen ausgesetzt, Prostitution, Sterbehilfe bzw. Euthanasie und Selbstmord zu verharmlosen. Mittlerweile ist der 1951 von der FSK unter massiven Protesten „ab 18“ freigegebene Film, der die Vertreter der Amtskirchen zum Rückzug aus den Gremien der FSK bewog, frei „ab 12“.
Die beiden Schwedenfilme Das Schweigen (1963) von Ingmar Bergman und 491 (1964) von Vilgot Sjöman riefen wegen angeblich pornografischer Darstellungen in den 1960er Jahren massive Proteste hervor und führten zur Gründung der Aktion Saubere Leinwand.
Anfang der 1970er Jahre entfachte Rosa von Praunheim mit seinem Filmessay Nicht der Homosexuelle ist pervers, sondern die Situation, in der er lebt (1971) eine kontroverse Debatte innerhalb der Schwulenszene und lieferte damit den Anstoß zur Gründung der bundesdeutschen Schwulenbewegung. Als der Film 1973 in der ARD gezeigt wurde, blendete sich der Bayerische Rundfunk aus dem gemeinsamen Programm der ARD aus.
In den 1970er Jahren verursachte eine ganze Reihe von Filmen mit sado-masochistischen Elementen internationale Filmskandale.
Bernardo Bertoluccis Erotikdrama Der letzte Tango in Paris wurde 1972 äußerst kontrovers aufgenommen und geriet nicht nur wegen seiner freizügigen Sexualdarstellungen in die Kritik. In Italien wurde der Film vorübergehend landesweit beschlagnahmt, in Frankreich kam es zu vereinzelten Aufführungsverboten. Feministinnen kritisierten das ihrer Ansicht nach chauvinistische Rollenbild, das der Film verbreite. Ähnlichen Vorwürfen sah sich 1975 auch Just Jaeckins Romanverfilmung Die Geschichte der O ausgesetzt. In mehreren deutschen Städten störten Frauengruppen Kinovorführungen des Films. In Berlin warfen sie „Farbeier, Stinkbomben, verschütteten Buttersäure oder pinkelten auf die Kinosessel“.
Ins Visier bundesdeutscher Staatsanwälte gerieten 1975 Pier Paolo Pasolinis de-Sade-Verfilmung Die 120 Tage von Sodom und 1976 Nagisa Ōshimas Im Reich der Sinne, die eine öffentliche Debatte über die Grenze von Kunst und Pornografie auslösten und damit auch die deutschen Gerichte beschäftigten. Zwar sprachen die Gerichte beide Filme letztinstanzlich vom Vorwurf der Pornografie frei, indem sie den Kunstcharakter der Filme hervorhoben. Dennoch wurde Die 120 Tage von Sodom 1987 von der „Bundesprüfstelle für jugendgefährdende Schriften“ indiziert.
Monty Pythons Komödie Das Leben des Brian von 1979 wurde oftmals fern dem wirklichen Inhalt des Films als blasphemisch beurteilt. Die verschiedenen kirchlichen Organisationen waren sich hier jedoch uneinig, viele nahmen eine betont liberale Haltung ein. Gerade aufgrund der unterschiedlichen Möglichkeiten, an den Film heranzugehen, wird dieser heute sogar im Religionsunterricht gezeigt.
1982 entwickelte sich Herbert Achternbuschs Das Gespenst zum Skandal, als der damalige Bundesinnenminister Friedrich Zimmermann (CSU) dem bayerischen Filmemacher wegen des Vorwurfes der Blasphemie nachträglich die Filmförderung strich und die Auszahlung der noch ausstehenden Rate in Höhe von 75.000 Mark verweigerte.
Ebenfalls als gotteslästerlich kritisiert wurde 1988 Martin Scorseses Die letzte Versuchung Christi. Der Vatikan rief zum Boykott des Films auf und noch vor dem deutschen Kinostart versuchten Hunderte empörte Gläubige in Protestbriefen an die FSK sowie die Filmbewertungsstelle FBW ein Verbot des Films zu erwirken. Weltweit kam es zu teilweise gewaltsamen Protestaktionen. Auf ein Pariser Kino wurde ein Brandanschlag verübt, militante Christen verhinderten mit Tränengas- und Stinkbombenattentaten die Aufführung des Films.
2004 sorgte mit Mel Gibsons Die Passion Christi abermals ein Jesusfilm für einen Skandal. Dem Film wurden seine expliziten Gewaltdarstellungen und angeblich antisemitischen Tendenzen vorgeworfen.
Lars von Triers Drama Antichrist sorgte bei seiner Vorstellung in Cannes für heftige Kritiken aufgrund der pornographischen und gewaltverherrlichenden Szenen. Von einigen Kritikern wurde der Film auch als extrem frauenfeindlich angesehen.
2006 rief der bayerische Ministerpräsident Edmund Stoiber (CSU) die Kinobetreiber in der Bild am Sonntag dazu auf, den türkischen Spielfilm Tal der Wölfe – Irak abzusetzen, da es sich dabei um einen „rassistischen und antiwestlichen Hass-Film“ handele.
Insgesamt lässt sich die Geschichte der Skandalfilme im westlichen Kulturkreis nicht als eine Geschichte linearer Enttabuisierung lesen. So wurden die Grenzen im Bereich der „unsittlichen Darstellungen“ in den 1950er Jahren der Bundesrepublik Deutschland teilweise enger gezogen als noch in der Weimarer Republik. Zudem rückten immer wieder neue Tabus (z. B. „Sexismus“, „Diskriminierung von Minderheiten“) an die Seite der meist nach wie vor bestehenden alten Tabus.
In einigen Fällen verschaffte erst der Skandal dem Film die nötige Aufmerksamkeit, um ein kommerzieller Erfolg zu werden. Aus diesem Grund werden Filme gelegentlich aus Marketinggründen zu Skandalfilmen stilisiert.